# Svartifoss
Svartifoss (cascada Negra) es una cascada en el Parque nacional Skaftafell en Islandia y una de sus atracciones más populares. Está rodeada por columnas basálticas negras, de origen volcánico, que le dan su nombre. Las columnas hexagonales fueron formadas por un proceso de cristalización dentro de un flujo de lava al enfriarse de manera extremadamente lenta. Formaciones similares a esta se encuentran en la Calzada del Gigante en Irlanda del Norte y en la isla de Staffa en Escocia.

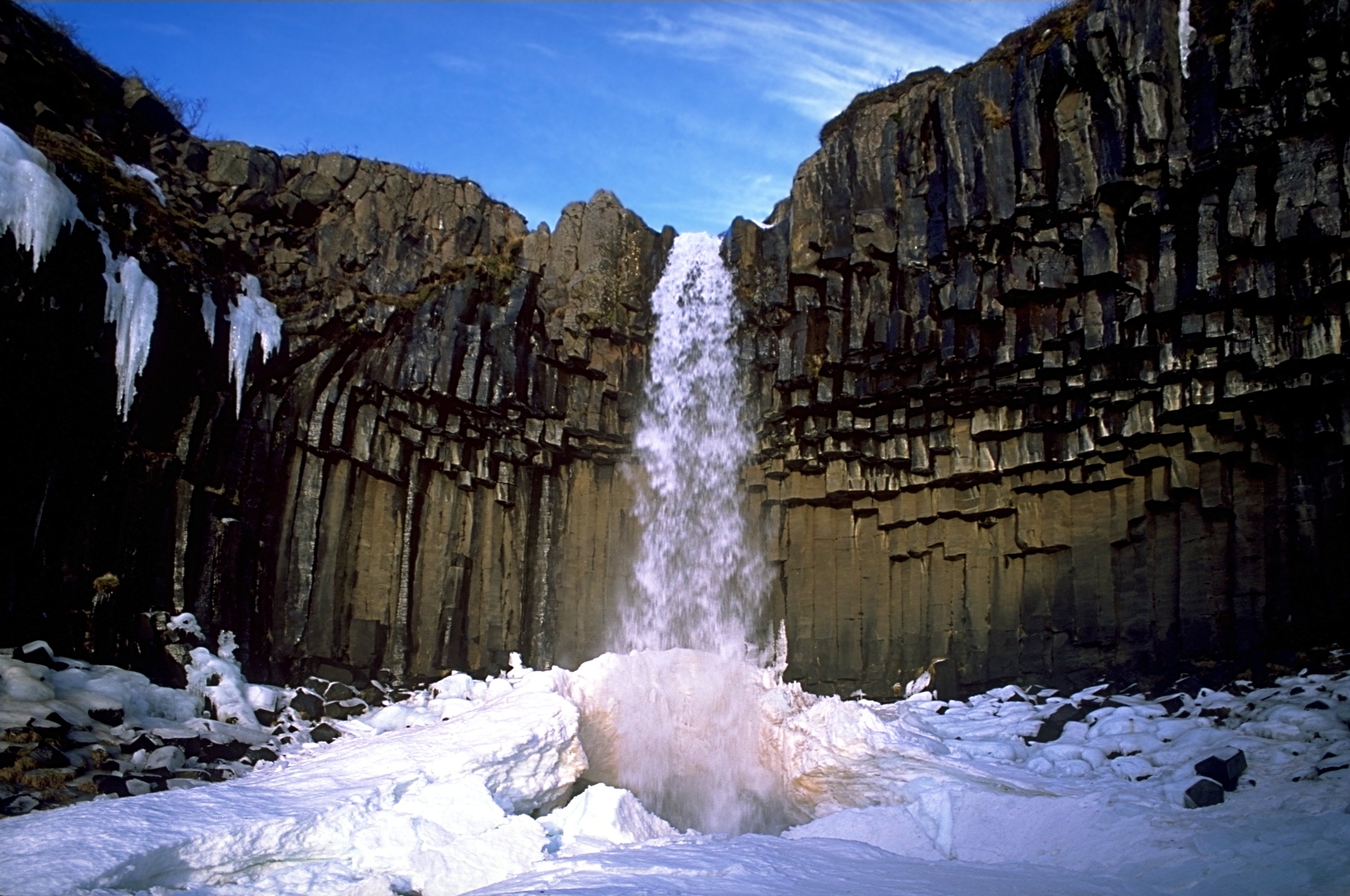
Svartifoss en invierno

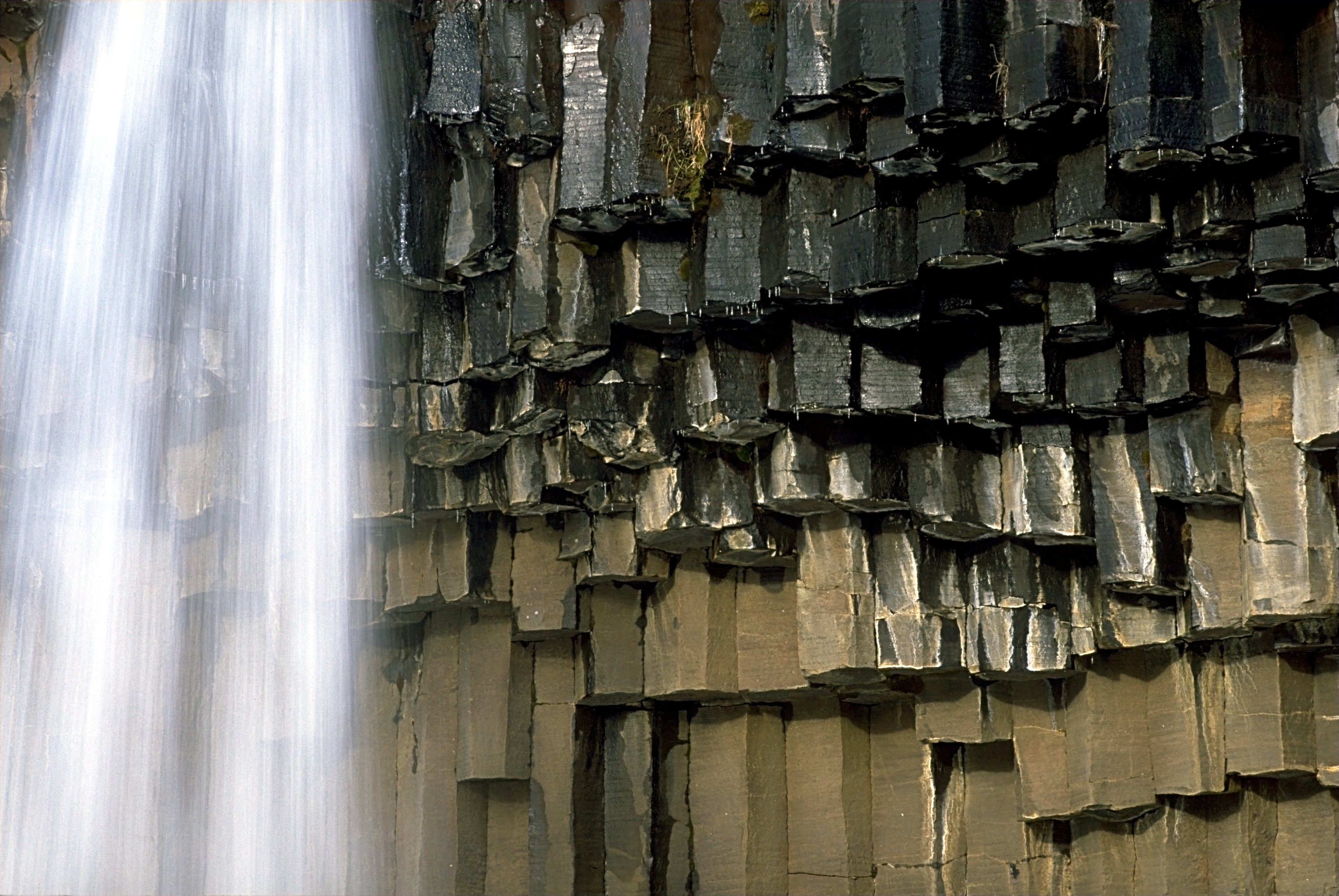
Detalle de las columnas basálticas de Svartifoss.

La base de esta cascada está repleta de rocas afiladas, a medida que se desprenden nuevas secciones de columna hexagonal, más rápido de lo que el agua tarda de limar sus bordes.
Estas columnas de basalto han inspirado a varios arquitectos islandeses, siendo los mejores ejemplos la iglesia Hallgrímskirkja en Reikiavik, así como el Teatro Nacional.